# سامسونگ اس۳۶۵۰
سامسونگ سری اس-Corby یک‌نمونه از گوشی‌های تلفن همراه سری S شرکت سامسونگ می‌باشد  که توسط همین شرکت به بازار عرضه شده‌است.